# Лобачевка (Красноярский край)
Лобачевка — деревня в Иланском районе Красноярского края. Входит в состав Южно-Александровского сельсовета.

## История
По данным 1926 года в деревне Лобачевка имелось 56 хозяйств и проживало 318 человек (169 мужчин и 149 женщин). В национальном составе населения преобладали русские. В административном отношении Лобачевка входила в состав Верхнеатинского сельсовета Амонашевского района Канского округа Сибирского края.

## Население
| 2010 |
| ---- |
| 20   |

Гендерный состав
По данным Всероссийской переписи населения 2010 года в гендерной структуре населения мужчины составляли 60 %, женщины — соответственно 40 %.
Национальный состав
Согласно результатам переписи 2002 года, в национальной структуре населения русские составляли 59 %, чуваши — 39 % (из 61 человека)